# Cynk (instrument)

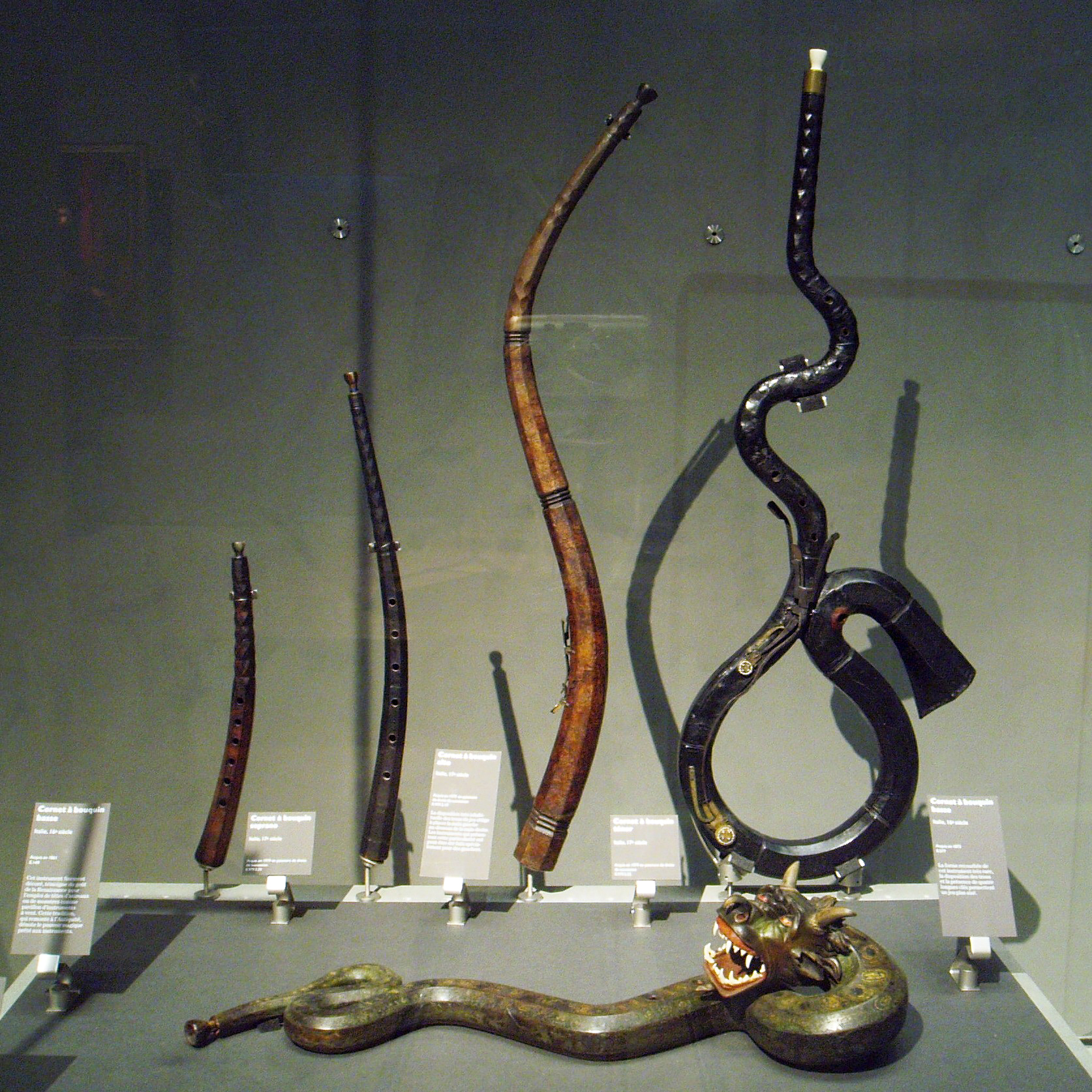
Kolekcja cynków – Paryż, Musée de la musique

Cynk (wł. cornetto, ang. cornett, niem. Zink, fr. cornet à boquin, hiszp. corneta) – instrument dęty ustnikowy, najczęściej zaliczany do instrumentów dętych blaszanych (ze względu na sposób powstawania dźwięku), wykonany z drewna obciągniętego skórą, kości słoniowej lub metalu. Wywodzi się z Persji.
Cynk jest jakby skrzyżowaniem instrumentów dętych blaszanych (ze względu na budowę ustnika) i drewnianych (ze względu na otwory palcowe, umożliwiające grę chromatyczną w całej skali instrumentu i dające instrumentowi ruchliwość porównywalną z fletem).

## Budowa instrumentu
Korpus instrumentu z konicznym kanałem ma kształt prosty lub zakrzywiony. Zaopatrzony jest w 6 otworów palcowych, po trzy dla każdej ręki. Dźwięk powstaje w małym i wąskim lejkowatym ustniku.
Najbardziej rozpowszechniony cynk zakrzywiony był składany z dwóch podłużnych części. Najpierw w każdej połówce była żłobiona odpowiednia część kanału wewnętrznego, następnie obie połówki były sklejane. Później instrument był impregnowany, wiercono i podcinano otwory palcowe, ponownie impregnowano i strojono. Na końcu instrumenty były obciągane skórą lub pergaminem dla wzmocnienia i uszczelnienia podłużnego łączenia. Niektóre zachowane egzemplarze były przed obciągnięciem skórą dodatkowo w kilku miejscach obwiązane. Instrumenty wykonywano z drewna cisu, orzecha, śliwy, gruszy, czereśni, bukszpanu czy jaworu, niekiedy z kości słoniowej.
Podobnie budowane były cynki tenorowe i mniejsze wersje instrumentu, zwane cornettino.
Inne typy, jak cynk prosty (z ustnikiem) i cichy (który zamiast ruchomego ustnika miał odpowiednio wyprofilowaną górną część korpusu) były produkowane tokarkach za pomocą wierteł i rozwiertaków. Ustniki były toczone na tokarkach z rogu, kości słoniowej lub twardego drzewa. Miały stosunkowo ostrą krawędź, lejkowaty kształt i wąski kanał.

## Dźwięk
Dźwięk cynku łączy w sobie piękno dźwięku instrumentów dętych blaszanych i drewnianych – jasna, ale miękka barwa, zbliżona do barwy głosu ludzkiego, dobrze stapiająca się z głosami, organami i innymi instrumentami dętymi i smyczkowymi, „jak promień słońca, przebijający cienie” – jak pisał w roku 1636 Marin Mersenne w swoim dziele Harmonie Universelle.
Rozpiętość dynamiczna dźwięku cynku jest bardzo duża – może grać forte jak trąbka i piano jak flet prosty.

## Technika gry
Gra na tym instrumencie jest niezwykle trudna – miniaturowy, wąski lejowaty ustnik z wąską krawędzią powoduje szybkie zmęczenie warg. Wypracowanie dobrego brzmienia wymaga wieloletniego codziennego ćwiczenia. Intonacja jest chwiejna, więc czysta gra także wymaga wielkich umiejętności. Z tych względów był to zawsze instrument profesjonalnych muzyków.
Na podstawie ikonografii historycznej można sądzić, że ustnik często przykładano do warg z boku w pobliżu kąta ust, gdzie wargi są węższe, a nie centralnie, jak w innych instrumentach ustnikowych.

## Wykorzystanie i repertuar
Cynki były używane w Europie w od średniowiecza do połowy XIX w.; największy rozkwit osiągnęły w latach 1500-1650, w okresie renesansu i baroku. Cynk był wówczas bardzo lubianym i szeroko wykorzystywanym instrumentem, przede wszystkim dzięki jakości i barwie dźwięku oraz znacznej ruchliwości w pasażach i ornamentacji. Wykorzystywany był w muzyce świeckiej i religijnej jako solowy instrument wirtuozowski, ale też do dwojenia głosów wokalnych w chórze czy gry zespołowej. Szczególną pozycję zyskał w elitarnych zespołach, tworzonych przez dwa cynki i trzy puzony. W swoich utworach wykorzystywali cynki tak znaczący twórcy, jak np. Claudio Monteverdi, Giovanni Gabrieli, Francesco Cavalli, Girolamo Frescobaldi, Giovanni Battista Riccio, Dario Castello, Antonio Bertali, Pavel Josef Vejvanovský, Jan Křtitel Tolar, Michael Praetorius, Johann Hermann Schein, Samuel Scheidt, Sebastian Knüpfer, Johann Schelle, Johann Pachelbel, Giovanni Felice Sances, Johann Joseph Fux, Johann Heinrich Schmelzer, Heinrich Ignaz Franz von Biber, Andreas Hofer, Alessandro Stradella, Matthew Locke, John Adson, Heinrich Schütz i wielu innych kompozytorów, później też Jan Sebastian Bach i Georg Philipp Telemann. Ten szereg wybitnych kompozytorów kończy Christoph Willibald Gluck, wykorzystujący cynk w swej operze Orfeusz i Eurydyka (1762). Cynku basowego (serpentu) używano w orkiestrach symfonicznych jeszcze w pierwszej połowie XIX w. jako nisko brzmiącego instrumentu w sekcji instrumentów dętych blaszanych.
Spośród polskich muzyków grających na cynku i piszących na ten instrument, sławę wybitnego wirtuoza zyskał Marcin Gremboszewski, działający w pierwszej połowie XVII w. w kapeli królewskiej oraz w Gdańsku, gdzie w Archiwum Państwowym przechowywane są rękopisy dwóch jego utworów na cynk: Aria voce sola per un cornetto (na cynk i b.c.) oraz Canzoneto (na cynk, fagot i b.c.).
W drugiej połowie XX w. nastąpił renesans tego instrumentu. Stał się znów nieodzowny, zwłaszcza w zespołach muzyki dawnej, które dążą do uzyskania autentycznego brzemienia wykonywanych utworów.

## Rodzina cynków
Jak wiele innych dawnych instrumentów dętych, cynki budowane były w różnych wielkościach i kształtach:
- sopranowy, biały, prosty;
- altowy, czarny, lekko wygięty półksiężycowato;
- tenorowy, czarny, wygięty w kształt litery S;
- basowy (serpent), czarny, wygięty cztery razy, uważany obok ofiklejdy za przodka tuby.